# Кабанов, Константин Михайлович
Константи́н Миха́йлович Каба́нов (1922—1979) — советский военный лётчик-штурмовик, участник Великой Отечественной войны, Герой Советского Союза (18 августа 1945 года).

## Биография
Родился 30 марта 1922 года в семье крестьянина в деревне Харинское, ныне Рыбинского района Ярославской области. Русский. После окончания школы учился в Рыбинском речном техникуме. В армию призван в 1940 году. Окончил Балашовскую военно-авиационную школу пилотов в 1944 году.
На фронтах Великой Отечественной войны с июня 1944 года. Служил в штурмовой авиации командиром звена. Воевал на 1-м Прибалтийском и 2-м Белорусском фронтах. За время службы на этих фронтах совершил 103 боевых вылета. 27 боевых вылетов совершил на порты Гдыни и Данцига . Командование полка отмечало его умение наносить удары противнику, не неся собственных потерь. Особенно отмечали его умение подавить зенитные батареи противника, а также отражать атаки истребителей. Обычно командир группы поручал ему подавить вражескую батарею, а сам смело шёл атаковать основную цель, зная, что Кабанов справится с зенитками, на его счету 27 уничтоженных зенитных батарей.
После войны  Кабанов служил в Советской Армии, дослужившись до звания полковника. В 1953 году окончил Военно-воздушную академию. С 1953 по 1955 годы служил летчиком-испытателем, а с 1955 по 1965 год — помощником ведущего инженера, ведущим инженером по испытаниям в ГК НИИ ВВС. С 1978 года полковник Кабанов в отставке. Скончался 13 апреля 1979 года в Москве, похоронен на Хованском кладбище.

## Награды
Указом Президиума Верховного Совета СССР от 18 августа 1945 года за образцовое выполнение боевых заданий командования и проявленные при этом мужество и героизм гвардии лейтенанту Кабанову Константину Михайловичу присвоено звание Героя Советского Союза с вручением ордена Ленина и медали «Золотая Звезда» (№ 8231).
Награждён также двумя орденами Красного Знамени, орденами Отечественной войны 1-й и 2-й степеней, Красной Звезды,  «За службу Родине в Вооружённых Силах СССР» 3-й степени, медалями СССР, а также иностранными наградами.

## Источник
- Сидоров И. Бить врага без потерь. В сборнике «Герои огненных лет». Ярославль. Верхне-Волжское книжное издательство, 1985.